# グラフ社
株式会社グラフ社（ぐらふしゃ）は、かつて東京都渋谷区に存在した出版社である。

## 発行していた雑誌
- マイライフ